# Joe Sempolinski
Joseph Michael Sempolinski, detto Joe (Elmira, 10 febbraio 1983), è un politico statunitense, membro della Camera dei Rappresentanti per lo stato di stato di New York dal 2022 al 2023.

## Biografia
Nativo di Elmira, Sempolinski studiò presso l'Università di Georgetown e l'Università Yale. Tra il 2010 e il 2015 lavorò per il deputato Tom Reed.
Entrato in politica con il Partito Repubblicano, si candidò alla Camera dei Rappresentanti nel 2022, prendendo parte alle elezioni speciali indette per riassegnare il seggio di Reed, dimessosi in seguito ad uno scandalo sessuale. Sempolinski risultò vincitore sconfiggendo l'avversario democratico Max Della Pia. In occasione delle elezioni speciali, annunciò il proprio intento di non ripresentarsi come candidato per le successive elezioni di mid-term, che si sarebbero tenute meno di tre mesi dopo.